# Tell City
Tell City is een plaats (city) in de Amerikaanse staat Indiana, en valt bestuurlijk gezien onder Perry County.

## Demografie
Bij de volkstelling in 2000 werd het aantal inwoners vastgesteld op 7845.
In 2006 is het aantal inwoners door het United States Census Bureau geschat op 7595, een daling van 250 (-3.2%).

## Geografie
Volgens het United States Census Bureau beslaat de plaats een oppervlakte van
11,9 km², waarvan 11,8 km² land en 0,1 km² water. Tell City ligt op ongeveer 128 m boven zeeniveau.

## Plaatsen in de nabije omgeving
De onderstaande figuur toont nabijgelegen plaatsen in een straal van 20 km rond Tell City.